# Draft de l'NBA del 2006
El Draft de l'any 2006 de l'NBA es va celebrar el 28 de juny al Madison Square Garden de Nova York, als Estats Units.

## Primera ronda
|  | = All-Star |

| Posició | Jugador                | Nacionalitat | Equip NBA                                                        | Universitat/Club Anterior |
| ------- | ---------------------- | ------------ | ---------------------------------------------------------------- | ------------------------- |
| 1       | Andrea Bargnani        | Itàlia       | Toronto Raptors                                                  | Benetton Treviso          |
| 2       | LaMarcus Aldridge      | Estats Units | Chicago Bulls (de New York, cap a Portland)                      | Texas                     |
| 3       | Adam Morrison          | Estats Units | Charlotte Bobcats                                                | Gonzaga                   |
| 4       | Tyrus Thomas           | Estats Units | Portland Trail Blazers (cap a Chicago)                           | LSU                       |
| 5       | Shelden Williams       | Estats Units | Atlanta Hawks                                                    | Duke                      |
| 6       | Brandon Roy            | Estats Units | Minnesota Timberwolves (cap a Portland)                          | Washington                |
| 7       | Randy Foye             | Estats Units | Boston Celtics (cap a Minnesota via Portland)                    | Villanova                 |
| 8       | Rudy Gay               | Estats Units | Houston Rockets (cap a Memphis)                                  | Connecticut               |
| 9       | Patrick O'Bryant       | Estats Units | Golden State Warriors                                            | Bradley                   |
| 10      | Mouhamed Sene          | Senegal      | Seattle SuperSonics                                              | RBC Verviers-Pepinster    |
| 11      | J.J. Redick            | Estats Units | Orlando Magic                                                    | Duke                      |
| 12      | Hilton Armstrong       | Estats Units | New Orleans/Oklahoma City Hornets                                | Connecticut               |
| 13      | Thabo Sefolosha        | Suïssa       | Philadelphia 76ers (cap a Chicago)                               | Angelico Biella           |
| 14      | Ronnie Brewer          | Estats Units | Utah Jazz                                                        | Arkansas                  |
| 15      | Cedric Simmons         | Estats Units | New Orleans/Oklahoma City Hornets (de Milwaukee)                 | North Carolina State      |
| 16      | Rodney Carney          | Estats Units | Chicago Bulls (cap a Philadelphia)                               | Memphis                   |
| 17      | Shawne Williams        | Estats Units | Indiana Pacers                                                   | Memphis                   |
| 18      | Oleksiy Pecherov       | Ucraïna      | Washington Wizards                                               | Paris Basket Racing       |
| 19      | Quincy Douby           | Estats Units | Sacramento Kings                                                 | Rutgers                   |
| 20      | Renaldo Balkman        | Estats Units | New York Knicks (de Denver via Toronto i New Jersey)             | South Carolina            |
| 21      | Rajon Rondo            | Estats Units | Phoenix Suns (de L.A. Lakers via Boston i Atlanta, cap a Boston) | Kentucky                  |
| 22      | Marcus Williams        | Estats Units | New Jersey Nets (de L.A. Clippers via Orlando i Denver)          | Connecticut               |
| 23      | Josh Boone             | Estats Units | New Jersey Nets                                                  | Connecticut               |
| 24      | Kyle Lowry             | Estats Units | Memphis Grizzlies                                                | Villanova                 |
| 25      | Shannon Brown          | Estats Units | Cleveland Cavaliers                                              | Michigan State            |
| 26      | Jordan Farmar          | Estats Units | Los Angeles Lakers (de Miami)                                    | UCLA                      |
| 27      | Sergio Rodríguez Gómez | Espanya      | Phoenix Suns (cap aPortland)                                     | Adecco Estudiantes        |
| 28      | Maurice Ager           | Estats Units | Dallas Mavericks                                                 | Michigan State            |
| 29      | Mardy Collins          | Estats Units | New York Knicks (de San Antonio)                                 | Temple                    |
| 30      | Joel Freeland          | Anglaterra   | Portland Trail Blazers (de Detroit)                              | CB Gran Canaria           |

## Segona Ronda
| Posició | Jugador                  | Nacionalitat         | Equip NBA                                                       | Universitat/Club Anterior |
| ------- | ------------------------ | -------------------- | --------------------------------------------------------------- | ------------------------- |
| 31      | James White              | Estats Units         | Portland Trail Blazers (a Indiana Pacers)                       | Cincinnati                |
| 32      | Steve Novak              | Estats Units         | Houston Rockets (de New York Knicks)                            | Marquette                 |
| 33      | Solomon Jones            | Estats Units         | Atlanta Hawks                                                   | South Florida             |
| 34      | Paul Davis               | Estats Units         | Los Angeles Clippers (de Charlotte Bobcats)                     | Michigan State            |
| 35      | P.J. Tucker              | Estats Units         | Toronto Raptors                                                 | Texas                     |
| 36      | Craig Smith              | Estats Units         | Minnesota Timberwolves (de Boston Celtics)                      | Boston College            |
| 37      | Bobby Jones              | Estats Units         | Minnesota Timberwolves (a Philadelphia 76ers)                   | Washington                |
| 38      | Kosta Perović            | Sèrbia               | Golden State Warriors                                           | Partizan Belgrade         |
| 39      | David Noel               | Estats Units         | Milwaukee Bucks (de Houston Rockets)                            | North Carolina            |
| 40      | Denham Brown             | Canadà               | Seattle SuperSonics                                             | Connecticut               |
| 41      | James Augustine          | Estats Units         | Orlando Magic                                                   | Illinois                  |
| 42      | Daniel Gibson            | Estats Units         | Cleveland Cavaliers (de Philadelphia 76ers)                     | Texas                     |
| 43      | Marcus Vinicius de Souza | Brasil               | New Orleans/Oklahoma City Hornets                               | Objetivo São Carlos       |
| 44      | Lior Eliyahu             | Israel               | Orlando Magic (a Houston Rockets via Milwaukee Bucks)           | Hapoel Galil Elyon        |
| 45      | Alexander Johnson        | Estats Units         | Indiana Pacers (a Memphis Grizzlies via Portland Trail Blazers) | Florida State             |
| 46      | Dee Brown                | Estats Units         | Utah Jazz (de Chicago Bulls)                                    | Illinois                  |
| 47      | Paul Millsap             | Estats Units         | Utah Jazz                                                       | Louisiana Tech            |
| 48      | Vladimir Veremeenko      | Belarús              | Washington Wizards                                              | Dynamo Saint Petersburg   |
| 49      | Leon Powe                | Estats Units         | Denver Nuggets (a Boston Celtics)                               | California                |
| 50      | Ryan Hollins             | Estats Units         | Charlotte Bobcats (de Sacramento Kings)                         | UCLA                      |
| 51      | Cheick Samb              | Senegal              | Los Angeles Lakers (a Detroit Pistons)                          | WTC Cornellà              |
| 52      | Guillermo Díaz           | Puerto Rico          | Los Angeles Clippers                                            | Miami (FL)                |
| 53      | Yotam Halperin           | Israel               | Seattle SuperSonics (de Memphis Grizzlies)                      | Olimpija Ljubljana        |
| 54      | Hassan Adams             | Estats Units         | New Jersey Nets                                                 | Arizona                   |
| 55      | Ejike Ugboaja            | Nigèria              | Cleveland Cavaliers                                             | Union Bank Lagos          |
| 56      | Edin Bavčić              | Bòsnia i Hercegovina | Toronto Raptors (de Miami Heat) a Philadelphia 76ers)           | ASA BH Telecom            |
| 57      | Lukàs Mavrokefalidis     | Grècia               | Minnesota Timberwolves (de Phoenix Suns)                        | PAOK                      |
| 58      | J. R. Pinnock            | Estats Units         | Dallas Mavericks (de Los Angeles Lakers)                        | George Washington         |
| 59      | Damir Markota            | Croàcia              | San Antonio Spurs (a Milwaukee Bucks)                           | Cibona VIP                |
| 60      | Will Blalock             | Estats Units         | Detroit Pistons                                                 | Iowa State                |